# Diocese de Puerto Escondido
A Diocese de Puerto Escondido (em latim: Dioecesis Portus Abditi) é uma diocese da Igreja Católica localizada no município de Puerto Escondido, no estado de Oaxaca, pertencente a Arquidiocese de Antequera no México. Foi fundada em 8 de novembro de 2003 pelo Papa João Paulo II. Com uma população católica de 549.040 habitantes, sendo 80,1% da população total, possui 37 paróquias com dados de 2021.

## História
Em 8 de novembro de 2003 o Papa João Paulo II cria a Diocese de Puerto Escondido através do território da Arquidiocese de Antequera.

## Lista de bispos
A seguir uma lista de bispos desde a criação da diocese em 1992.
|        | Nome                                    | Período      | Notas                          |
| Bispos | Bispos                                  | Bispos       | Bispos                         |
| ------ | --------------------------------------- | ------------ | ------------------------------ |
| 3º     | Florencio Armando Colín Cruz            | 2019 - atual |                                |
| 2º     | Pedro Vázquez Villalobos                | 2012 - 2018  | Nomeado arcebispo de Antequera |
| 1º     | Eduardo Cirilo Carmona Ortega, C.O.R.C. | 2003 - 2012  | Nomeado bispo de Parral        |